# Scaphyglottis boliviensis
Scaphyglottis boliviensis là một loài lan được tìm thấy từ Trung Mỹ đến Nam Mỹ nhiệt đới.